# Parathesis vestita
Parathesis vestita är en viveväxtart som beskrevs av Cyrus Longworth Lundell. Parathesis vestita ingår i släktet Parathesis och familjen viveväxter. Inga underarter finns listade i Catalogue of Life.